# Nzambici
Nzambici (também chamada de Nzambi) é, na religião tradicional dos Bakongo, a deusa eterna da Essência, além de Mãe do Céu, da Lua e da Terra. É a contraparte feminina do deus criador Nzambi a Mpungu, com quem compartilha a criação do universo.

## História
A partir do século XVII, a importância de Nzambici parece ter sido reduzida. Segundo tradições orais e registros históricos, ela passou a ser vista como um espírito inferior rodeando Nzambi Mpungu. Esse rebaixamento das divindades femininas e naturais é frequentemente associado à influência portuguesa e à imposição de valores monoteístas cristãos, que condenavam o culto a múltiplas divindades.

## Cosmologia kongo
De acordo com a tradição oral, no início não existiam tempo, espaço ou lugar. Havia apenas o vazio circular chamado mbûngi. Nzambi Mpungu, o "Senhor Soberano", então criou uma centelha de fogo chamada kalûnga, que se expandiu até preencher todo o mbûngi. Fragmentos desse fogo formaram os astros e deram origem ao universo. Assim, Nzambi tornou-se também a divindade do fogo e da transformação.

## Nzambici e Nzambi Mpungu
Segundo algumas tradições, Nzambi Mpungu criou Nzambici como sua contraparte feminina. Outras afirmam que Nzambici sempre existiu, sendo uma deusa eterna por direito próprio. Juntos, eles observaram e cuidaram da criação. Um mito narra que Nzambici teria roubado parte do kalûnga, obtendo poder próprio. Como punição, foi enviada à Terra, mas Nzambi a seguiu e desposou-a. Na Terra, criaram as águas, os animais e a terra firme.
Nzambici tornou-se a deusa da Terra, "mãe de todos os animais", e aquela que prometia sua filha ao animal que trouxesse o fogo do céu. Atribui-se a ela a criação das leis, das artes, dos jogos e dos instrumentos musicais. É também mediadora entre os animais, em cujos julgamentos se embutem antigas leis fjort.
Para orientar a humanidade, Nzambici e Nzambi criaram os espíritos da natureza — simbi, nkisi, nkita e kilundu — e separaram o mundo físico (Nseke) do mundo espiritual (Mpémba) por uma fronteira aquática chamada linha de kalûnga. Entre os mundos, estendia-se a floresta mística mfinda, onde ancestrais e espíritos transitavam para aconselhar os vivos.
Por fim, ambos retiraram-se do mundo terreno, assumindo seus lugares nos céus: Nzambici passou a ser associada à lua e à terra, enquanto Nzambi foi identificado com o sol. Essa dualidade também influenciou a visão de corpo entre os bakongo: o lado direito era considerado masculino, e o esquerdo, feminino.